# 29 novembre
Pour les articles homonymes, voir Vingt-Neuf-Novembre.
29 octobre 29 décembre
Chronologies thématiques
- Croisades
- Ferroviaires
- Sports
- Disney
- Anarchisme
- Catholicisme

Abréviations / Voir aussi
- (° 1852) = né en 1852
- († 1885) = mort en 1885
- a.s. = calendrier julien
- n.s. = calendrier grégorien
- Calendrier
- Calendrier perpétuel
- Liste de calendriers
- Naissances du jour

Le 29 novembre est le 333e jour de l'année du calendrier grégorien, 334e lorsqu'elle est bissextile (il en reste ensuite 32).
C'était généralement l'équivalent du 9 frimaire du calendrier républicain français, officiellement dénommé jour du genièvre.

## Événements

### VIIesiècle
- 618 : bataille de Qianshuiyuan pendant la transition des Sui aux Tang.

### XIIIesiècle
- 1226 : sacre de Louis IX de France comme nouveau roi (et futur Saint-Louis).
- 1249 : victoire des Prussiens sur les Chevaliers teutoniques, à la bataille de Krücken, pendant les croisades baltes.

### XVIesiècle
- 1516 : traité de Fribourg.

### XIXesiècle
- 1807 : la flotte quitte Lisbonne, lors du transfert au Brésil de la famille royale portugaise.
- 1830 : insurrection de Varsovie.
- 1847 : 
  - fin de la guerre du Sonderbund.
  - massacre de Whitman.
- 1850 : conférence d'Olmütz.
- 1864 : 
  - massacre de Sand Creek.
  - bataille de Spring Hill, pendant la guerre de Sécession.
- 1890 : entrée en vigueur de la Constitution de l'empire du Japon.

### XXesiècle
- 1932 : première des Apparitions mariales de Beauraing (reconnues par l'Église catholique), à cinq enfants, en Belgique[1].
- 1945 : fondation de la République fédérative populaire de Yougoslavie.
- 1947 : 
  - vote d'une résolution no 181, par l'assemblée générale des Nations unies, qui prévoit la partition de la Palestine mandataire en trois entités, avec la création d’un État juif et d’un État arabe, Jérusalem et sa proche banlieue étant placées sous contrôle international en tant que corpus separatum.
  - massacre de My Trach, pendant la guerre d'Indochine.
- 1963 : Lyndon B. Johnson met en place la Commission Warren, destinée à enquêter sur l'assassinat de John F. Kennedy aux U.States.
- 1986 : massacre de Moïwana, pendant la guerre civile du Suriname.
- 1990 : résolution no 678, du Conseil de sécurité des Nations unies, sur l'Irak et le Koweït, autorisant l'utilisation de la force pour l'application de la résolution no 660, et conduisant ainsi à la guerre du Koweït de début 1991.

### XXIesiècle
- 2009 : le Rwanda devient le 54e membre du Commonwealth.
- 2012 : reconnaissance de la Palestine comme État observateur non-membre, par l'Assemblée générale des Nations unies.
- 2021 : en Suède, Magdalena Andersson est réélue Première ministre par le Riksdag, cinq jours après avoir dû renoncer à sa première prise de fonction[2].
- 2024 : en Irlande, les élections générales ont lieu de manière anticipée[3].

## Arts, culture et religion
- 1223 : par la bulle solet annuere, le pape Honorius III approuve la règle de saint François régissant l'Ordre des Frères mineurs.
- 1549 : ouverture d'un conclave, jusqu'en 1550.
- 1922 : dans la vallée des rois en Égypte, deux Britanniques, l'archéologue Howard Carter, et son mécène Lord Carnarvon, ouvrent le tombeau du pharaon Toutânkhamon.
- 2004 : le premier ministre français Jean-Pierre Raffarin annonce officiellement Lens comme ville d'accueil du Louvre-2 sur l'ancienne fosse no 9 des mines, musée qui sera inauguré lors de la sainte-Barbe patronne des mineurs de 2012 sous les président Hollande et premier ministre Ayrault[4].
- 2020 : en Colombie, un site majeur de l'art rupestre est découvert dans la Serranía de La Lindosa, en Amazonie[5].

## Sciences et techniques
- 1814 : The Times est le premier journal à être imprimé avec une presse typographique à vapeur.
- 1929 : Richard Byrd survole le Pôle Sud.
- 1961 : lancement de Mercury-Atlas 5, avec le chimpanzé Enos comme « cobaye », à bord.
- 2016 : inauguration de la nouvelle arche de la centrale de Tchernobyl.

## Économie et société
- 1684 : description vestimentaire à la française d'époque, dans une lettre de Madame de Sévigné en date de ce jour.
- 1962 : un accord franco-britannique est signé pour la création du projet d'avion supersonique Concorde ; son coût est chiffré entre 5 et 6 milliards de francs français.
- 1972 : commercialisation du jeu vidéo Pong.
- 1974 : la loi sur l'interruption volontaire de grossesse est adoptée par le parlement français.
- 2019 : au Royaume-Uni, une attaque terroriste à l'arme blanche sur le pont de Londres provoque 3 morts, dont le terroriste, et 5 blessés[6].

## Naissances

### XVIIesiècle
- 1627 : John Ray, naturaliste anglais († 17 janvier 1705).

### XVIIIesiècle
- 1741 : Guillaume André René Baston, prélat français († 26 septembre 1825).
- 1766 : Maine de Biran, philosophe français († 20 juillet 1824).
- 1785 : Victor de Broglie, homme politique français († 25 janvier 1870).
- 1797 : Gaetano Donizetti, compositeur italien († 8 avril 1848).

### XIXesiècle
- 1803 : Christian Doppler, mathématicien et physicien autrichien († 17 mars 1853).
- 1808 : Alexandre Ozanne, architecte français († 18 novembre 1888).
- 1818 : George Brown, homme politique et journaliste canadien († 9 mai 1880).
- 1825 : Jean-Martin Charcot, neurologue français, découvreur de la sclérose latérale amyotrophique (SLA) († 16 août 1893).
- 1835 : Cixi (慈禧), impératrice douairière de Chine de 1861 à 1908 († 15 novembre 1908).
- 1836 : Théophile Gautier, homme de lettres, traducteur, danseur et administrateur français, fils de l'écrivain Théophile Gautier († 16 juin 1904).
- 1849 : John Ambrose Fleming, ingénieur britannique († 18 avril 1945).
- 1859 : Cass Gilbert, architecte américain († 17 mai 1934).
- 1863 : Anatole Deibler, bourreau français († 2 février 1939).
- 1865 : Soledad Gustavo, intellectuelle espagnole († 5 février 1939).
- 1873 : Suzan Rose Benedict, mathématicienne américaine († 8 avril 1942).
- 1885 : Celeste Almieri, actrice italienne († 21 mai 1987).
- 1890 : 
  - Maurice Genevoix, écrivain français († 8 septembre 1980).
  - Claude-Joseph Gignoux, homme politique, économiste et journaliste français († 16 avril 1966).
- 1895 : Busby Berkeley (William Berkeley Enos dit), chorégraphe et cinéaste américain († 14 mars 1976).
- 1898 : C. S. Lewis, écrivain et universitaire britannique († 22 novembre 1963).
- 1900 : Håkan Malmrot, nageur suédois, double champion olympique († 10 janvier 1987).

### XXesiècle
- 1901 : Mildred Harris, actrice américaine († 20 juillet 1944).
- 1902 : Carlo Levi, écrivain et peintre italien († 4 janvier 1975).
- 1903 : Tavares da Silva, journaliste sportif, entraîneur, sélectionneur et arbitre international portugais († 19 octobre 1958).
- 1904 : Héctor Castro, joueur de football uruguayen († 15 septembre 1960).
- 1905 : Marcel Lefebvre, évêque français, chef spirituel des catholiques traditionalistes († 25 mars 1991).
- 1906 : Luis van Rooten, acteur et animateur radiophonique américain († 17 juin 1973).
- 1908 : Georges Mantha, hockeyeur professionnel québécois († 25 janvier 1990).
- 1909 : 
  - André Certes, acteur français († 2 septembre 1989).
  - Jean Leguay, haut fonctionnaire français, collaborateur durant l'occupation de la France par l'Allemagne nazie († 2 juillet 1989).
- 1910 : Fernando Bello, joueur et entraîneur de football argentin († 21 août 1974).
- 1911 : Camille Maurane, chanteur classique français († 21 janvier 2010).
- 1912 : Jock Shaw, footballeur international écossais († 13 juin 2000).
- 1913 : Rolland Bédard, acteur québécois († 7 mai 1987).
- 1914 : Raoul Pène Du Bois, costumier et décorateur américain († 1er janvier 1985).
- 1915 : William Thomas « Billy » Strayhorn, pianiste, compositeur et arrangeur américain († 31 mai 1967).
- 1916 : Frances Mary « Fran » Ryan, actrice américaine († 15 janvier 2000).
- 1917 : 
  - Pierre Gaspard-Huit, réalisateur, scénariste, et écrivain français († 1er mai 2017).
  - Nicole Germain, actrice et animatrice québécoise († 11 février 1994).
- 1918 : Madeleine L'Engle, écrivaine américaine († 6 septembre 2007).
- 1919 : Virgil William Vogel, réalisateur, monteur et scénariste américain († 1er janvier 1996).
- 1920 : Paul-Louis Mignon, critique dramatique, écrivain, professeur, journaliste, producteur de télévision et historien du théâtre contemporain français († 16 novembre 2013).
- 1921 : 
  - Giulio Bresci, coureur cycliste italien († 8 août 1998).
  - Arkady Gendler, chanteur ukrainien yiddishophone († 22 mai 2017).
  - Christine de Rivoyre, femme de lettres française, jurée du prix Médicis († 3 janvier 2019).
- 1922 : 
  - Alain Gayet, résistant français, compagnon de la Libération († 20 avril 2017).
  - Toufic Succar compositeur libanais († 17 novembre 2017).
- 1923 : 
  - Christian Beullac, homme politique français († 16 juin 1986).
  - Gabriel Cattand, acteur français († 9 août 1997).
- 1924 : Erik Balling, réalisateur danois († 19 novembre 2005).
- 1925 : Minnie Miñoso (Saturnino Orestes Armas Miñoso Arrieta dit), joueur de baseball cubain († 1er mars 2015).
- 1926 : 
  - Béji Caïd Essebsi (باجي قائد السبسي), homme politique et avocat tunisien, président de la République tunisienne, de 2014 à sa mort († 25 juillet 2019).
  - Jean Sénac, poète et indépendantiste algérien († 30 août 1973).
- 1927 : 
  - Rupert Crosse, acteur américain († 5 mars 1973).
  - Vincent Edward « Vin » Scully, commentateur sportif américain († 2 août 2022).
- 1928 : Andrzej Kijowski, écrivain et critique polonais († 29 juin 1985).
- 1929 : Pierre Okley, affichiste français († 26 octobre 2007).
- 1930 : Michel Baroin, haut fonctionnaire et homme d'affaires français († 5 février 1987).
- 1931 : 
  - Nelly Borgeaud, actrice française d’origine suisse († 14 juillet 2004).
  - André Noyelle, coureur cycliste belge, champion olympique († 4 février 2003).
- 1932 : Jacques Chirac, homme politique français, maire de Paris puis président de la République de France († 26 septembre 2019).
- 1934 : 
  - Lansana Conté, militaire et homme politique guinéen, président de la République de Guinée de 1984 à 2008 († 22 décembre 2008).
  - Nicéphore Soglo, homme politique béninois, président de la République du Bénin de 1991 à 1996.
- 1935 : Diane Ladd, actrice américaine.
- 1937 : Marc Gélinas, auteur-compositeur, interprète et acteur québécois († 2 octobre 2001).
- 1938 : Michel Duchaussoy, acteur français († 13 mars 2012).
- 1940 :
  - Dennis Gerrard Stephen « Denny » Doherty, chanteur et compositeur canadien du groupe The Mamas & the Papas († 19 janvier 2007).
  - Chuck Mangione, trompettiste, chef d'orchestre et compositeur américain.
- 1941 : Jody Miller (Myrna Joy Brooks dite), chanteuse de musique country américaine († 6 octobre 2022).
- 1943 : Robert Victor « Crease » Berry, joueur et entraîneur québécois de hockey sur glace.
- 1944 : Marthe Turgeon, actrice québécoise († 28 août 2011).
- 1945 :
  - Pedrín Benjumea (Pedro Benjumea Durán dit), matador espagnol († 21 novembre 2000).
  - Shirley Théroux, chanteuse et animatrice canadienne.
- 1946 : 
  - Conceição Evaristo, écrivaine afro-brésilienne.
  - Silvio Rodriguez, musicien et poète cubain.
- 1947 : Clare Torry, chanteuse britannique.
- 1948 : Jean Tremblay, homme politique canadien.
- 1949 : Jerry Lawler, catcheur et commentateur américain.
- 1950 : Marie Laberge, romancière et dramaturge québécoise.
- 1951 : 
  - Barry Goudreau, musicien américain du groupe Boston.
  - Tonie Marshall, actrice et cinéaste franco-américaine († 12 mars 2020).
- 1953 : Christine Pascal, actrice et réalisatrice française († 30 août 1996).
- 1954 : 
  - Joel Coen, cinéaste américain.
  - Steve Rogers, joueur de rugby à XIII australien († 3 janvier 2006).
- 1956 :
  - Hinton Battle, danseur américain.
  - Alain Fossé, ornithologue français.
- 1957 : Sophie Artur, comédienne française.
- 1960 : Cathy Moriarty, actrice américaine.
- 1961 :
  - Kim Delaney, actrice américaine.
  - Thomas Edward « Tom » Sizemore Jr., acteur américain.
- 1962 : Andrew McCarthy, acteur, réalisateur, scénariste et producteur américain.
- 1963 : 
  - Bernard Stamm, navigateur et skipper suisse.
  - Ingo Weißenborn, fleurettiste allemand, champion olympique.
- 1964 :
  - Donald Frank « Don » Cheadle Jr., acteur américain.
  - Rajiv Jain, directeur de la photographie indien.
  - Xavier Labouze, scientifique français.
- 1966 : John Bradshaw Layfield, catcheur américain.
- 1968 : Charlotte Valandrey (Anne-Charlotte Pascal dite), actrice française († 13 juillet 2022).
- 1969 :
  - Denis Maréchal, humoriste et comédien français.
  - Mariano Rivera, joueur de baseball panaméen.
- 1970 : Larry Joe Campbell, acteur américain.
- 1971 : Valérie Rosso-Debord, femme politique française.
- 1972 : 
  - Mónica Calzetta Ruiz, joueuse d'échecs espagnole.
  - Olivier Létang, joueur puis dirigeant professionnel français de football.
- 1973 : Ryan Giggs, footballeur gallois.
- 1974 :
  - Pavol Demitra, hockeyeur professionnel slovaque († 7 septembre 2011).
  - Cyril Dessel, coureur cycliste français.
- 1976 :
  - Lindsay Benko, nageuse américaine, championne olympique.
  - Chadwick Boseman, acteur américain († 28 août 2020).
  - Anna Faris, actrice américaine.
  - Mélanie Fazi, écrivaine française.
- 1977 : Maria Petrova, patineuse artistique russe.
- 1979 : the Game (Jayceon Terrell Taylor dit), chanteur américain.
- 1981 : 
  - Bun Hay Mean, acteur et humoriste français († 10 juillet 2025).
  - Tom Hurndall, photographe britannique († 13 janvier 2004).
- 1984 : Beatrice Rosen (Béatrice Rosenblatt dite), actrice française.
- 1985 : Shannon Brown, basketteur américain.
- 1987 : Matthew « Matt » Irwin, hockeyeur sur glace canadien.
- 1988 : Clémence Saint-Preux, chanteuse et actrice française.
- 1989 : Jared Spurgeon, hockeyeur sur glace canadien.
- 1990 : Andrej Šustr, hockeyeur sur glace tchèque.
- 1994 : Julius Randle, basketteur américain.
- 1995 : 
  - Paul Mirabel, humoriste français.
  - Jérémie Nouar, boxeur français.
- 1996 : Gonçalo Guedes, footballeur portugais.

## Décès

### VIesiècle
- 524 : Ahkal Mo' Naab' I, souverain de Palenque (° 5 juillet 465).
- 561 : Clotaire Ier, roi des Francs de 558 à 561 (° v. 498).

### XIIIesiècle
- 1217 : Ibn Jubair (ابن جبير), géographe et écrivain arabe d'Al-Andalus (° 1er septembre 1145).
- 1268 : Clément IV (Gui Foucois dit), 183e pape, en fonction de 1265 à 1268 (° 23 novembre 1190).

### XIVesiècle
- 1314 : Philippe IV dit « le Bel », roi de France de 1285 à 1314 (° 1268).
- 1378 : Charles IV, empereur romain germanique de 1355 à sa mort (° 14 mai 1316).

### XVIesiècle
- 1516 : Giovanni Bellini, peintre italien (° vers 1425-1433).
- 1543 : Hans Holbein le Jeune, peintre et graveur allemand (° 1497).

### XVIIesiècle
- 1629 : Ernst von Mansfeld, militaire bosniaque (° 1580).
- 1643 : Claudio Monteverdi, musicien italien (° 15 mai 1567).
- 1694 : Marcello Malpighi, biologiste italien (° 10 mars 1628).

### XVIIIesiècle
- 1780 : Marie-Thérèse, archiduchesse d'Autriche de 1740 à 1780, impératrice du Saint-Empire romain germanique de 1745 à 1765 (° 13 mai 1717).
- 1793 : Antoine Barnave, homme politique français (° 22 octobre 1761).

### XIXesiècle
- 1813 : Giambattista Bodoni, graveur, imprimeur et typographe italien (° 16 février 1740).
- 1868 : Pierre-Antoine Berryer, avocat et homme politique français (° 4 janvier 1790).
- 1872 : Horace Greeley, journaliste et éditeur américain (° 2 février 1811).
- 1873 : Claude Gay, botaniste français (° 18 mars 1800).
- 1885 : Fernand de Rossius, homme politique belge (° 28 juin 1831).
- 1886 : 
  - Adolfo de Foresta, homme politique italien (° 26 novembre 1825).
  - John P. Gray, psychiatre américain (° 6 août 1825).

### XXesiècle
- 1924 : Giacomo Puccini, compositeur italien (° 22 décembre 1858).
- 1931 : Deng Yanda, officier militaire du Parti nationaliste chinois (° 1er mars 1895).
- 1936 : Bombita (Ricardo Torres Reina dit), matador espagnol (° 20 février 1879).
- 1956 : 
  - Austin Hudson, homme politique britannique (° 6 février 1897).
  - Victor Lelièvre, prêtre et missionnaire français (° 4 mars 1876).
- 1965 : Carl Brouard, poète et journaliste haïtien (° 5 décembre 1902).
- 1968 : André Cholley, géographe français (° 22 février 1886).
- 1969 : Diamond Jenness, anthropologue canadien (° 10 février 1886).
- 1970 : Nina Ricci (Maria Adélaïde Nielli dite), styliste et couturière franco-italienne (° 14 janvier 1883).
- 1971 : Olivier Guimond, humoriste et acteur québécois (° 21 mai 1914).
- 1974 : James J. Braddock, boxeur américain (° 7 juin 1905).
- 1975 : Graham Hill, coureur automobile anglais (° 15 février 1929).
- 1981 : Natalie Wood (Natalia Nikolaevna Zakharenko dite), actrice américaine (° 20 juillet 1938).
- 1983 : Séraphin Marion, historien, critique littéraire et professeur canadien (° 25 novembre 1896).
- 1986 : Cary Grant (Archibald Alexander Leach dit), acteur américain (° 18 janvier 1904).
- 1991 : Ralph Bellamy, acteur américain (° 17 juin 1904).
- 1992 : Robert Shayne, acteur américain (° 4 octobre 1900).
- 1997 : Michel Ferry, passeur et résistant français pendant la Seconde Guerre mondiale (° 28 janvier 1904).
- 1998 : Frank Latimore, acteur américain (° 28 septembre 1925).
- 1999 : John Berry, acteur et réalisateur américain (° 6 septembre 1917).

### XXIesiècle
- 2001 : George Harrison, musicien britannique du groupe The Beatles (° 25 février 1943).
- 2002 :
  - Daniel Gélin, acteur français (° 19 mai 1921).
  - John Justin (John Justinian de Ledesma dit), acteur britannique (° 24 novembre 1917).
- 2004 :
  - John Drew Barrymore, acteur et réalisateur américain (° 4 juin 1932).
  - Michel Bourdon, journaliste, syndicaliste et homme politique québécois (° 19 septembre 1943).
- 2005 : David di Tommaso, footballeur français (° 6 octobre 1979).
- 2007 :
  - Edouard Kula, footballeur français (° 17 novembre 1944).
  - Claude Le Sauteur, peintre québécois (° 7 octobre 1926).
  - François-Xavier Ortoli, haut-fonctionnaire, homme d’affaires et homme politique français (° 16 février 1925).
  - Roger Smith, industriel et homme d'affaires américain (° 12 juillet 1925).
- 2008 : 
  - Hugh Laddie, juge britannique (° 15 avril 1946).
  - Jørn Utzon, architecte danois (° 9 avril 1918).
- 2009 : 
  - Alexandre de Belgique, issu de la famille royale belge actuellement sur le trône (° 18 juillet 1942).
  - Robert Holdstock, écrivain britannique (° 2 août 1948).
- 2010 : 
  - Bella Akhmadoulina, poétesse, scénariste et actrice russe (° 10 avril 1937).
  - Richard Goldman, philanthrope américain (° 16 avril 1920).
  - Patrice Lestage, footballeur français (° 7 octobre 1961).
  - Mario Monicelli, réalisateur et scénariste italien (° 16 mai 1915).
  - Maurice Vincent Wilkes, informaticien, ingénieur, physicien et mathématicien britannique (° 26 juin 1913).
- 2011 : 
  - Donatus Djagom, archevêque indonésien (° 10 mai 1919).
  - Pierre Rolland, musicien, critique, animateur, chroniqueur et pédagogue québécois (° 13 octobre 1931).
- 2012 : Klaus Schütz, homme politique allemand (° 17 septembre 1926).
- 2013 : 
  - Robert Bahl, footballeur français (° 21 août 1928).
  - Oliver Cheatham, chanteur américain de style funk, soul et disco (° 24 février 1948).
- 2014 : Brian MacDonald, danseur et chorégraphe canadien (° 14 mai 1928).
- 2016 : Marcos Danilo Padilha, footballeur brésilien (° 31 juillet 1985).
- 2019 : Marie-Dominique Dessez, actrice française (° 6 avril 1960).
- 2021 : 
  - Arlene Dahl, actrice américaine (° 11 août 1925).
  - David Gulpilil (David Gulpilil Ridjimiraril Dalaithngu dit), acteur aborigène australien  (° 1er juillet 1953).
  - C. J. Hunter, Vladimir Naoumov, Bernard Rancillac (° 1931).
  - Helga Reidemeister (de), documentariste allemande (° 4 février 1940).
- 2023 : 
  - Luis Bates, avocat et homme politique chilien (° 25 août 1934).
  - Colin Buchanan, évêque anglican britannique (° 8 août 1934).
  - Elliott Erwitt, photographe franco-américain (° 26 juillet 1928).
  - Henry Kissinger, diplomate américain, politologue et consultant en géopolitique (° 27 mai 1923).
  - Maurice Leroux, réalisateur canadien (° 21 février 1924).
  - Michális Makroulákis, peintre, scénographe et costumier grec (° 31 mai 1940).
  - Jean-François Mathé, poète et illustrateur français (° 30 mai 1950).
  - Michèle Rivasi, femme politique française (° 9 février 1953).
  - Taichi Yamada, écrivain japonais (° 6 juin 1934).
- 2024 :
  - Josef Jelínek, footballeur tchécoslovaque (° 9 janvier 1941).
  - Christiane Klapisch-Zuber, enseignante-chercheuse et historienne française (° 30 novembre 1936).
  - Rafiq Nasirov, peintre, architecte et scénographe soviétique puis azerbaïdjanais (° 27 mai 1947).
  - Peter Westbrook, escrimeur américain (° 16 avril 1952).

## Célébrations
- Nations unies :

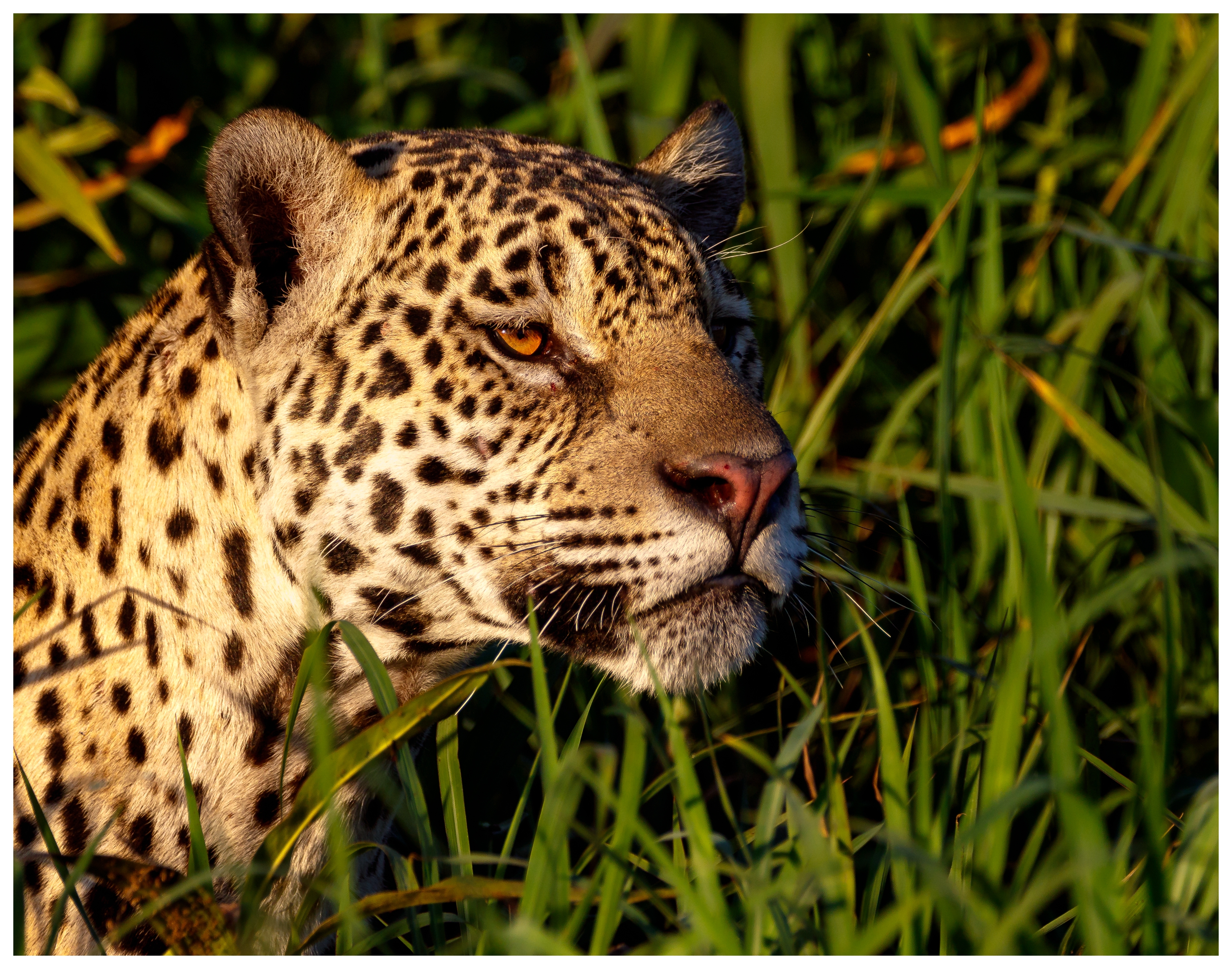
Journée internationale du jaguar

  - journée internationale de solidarité avec le peuple palestinien[7].
  - Journée Internationale du jaguar avec le WWF ou Fonds mondial pour la vie sauvage[8].

- Albanie : libération de 1944, ou Dita e Çlirimit (en).
- Pampelune (Navarre, Pays basque, Espagne) : festivités de la San Saturnino (de Toulouse), autre patron de la ville que Saint Firmin fêté quant à lui deux fois dont l'été (boréal local).

### Célébrations religieuses
- Christianisme : mémoire du patriarche de Jérusalem Jean (III) comme les veille et avant-veille, avec lectures de Héb. 13, 22-25 & Jn 10, 17-21 dans le lectionnaire de Jérusalem.

### Saints chrétiens

#### Catholiques et orthodoxes
- Abib (VIe siècle) — « Abibo », ou « Abibus » —, évêque et martyr de Nekressi, en Géorgie[9].
- Brendan de Birr († 573) — ou « Brandan », « Brandon » — dit « le Jeune », contemporain de Brendan l'Ancien, religieux avec lui à l'abbaye de Clonnard ; fondateur et premier higoumène (abbé) de Birr, en Irlande, ami et conseiller de saint Colomba.
- Giraud († 1029), Abbé martyr.
- Hathumode de Gandersheim († v. 874), Abbesse.
- Illuminée (vers le IVe siècle) — « Illuminata » en italien —, vierge et martyre à Todi, en Ombrie[10].
- Jacques de Saroug (vers 451 - vers 521 ou 524), évêque de Batnan, en Syrie (désormais Suruç, en Turquie).

- Paramon († vers 250), martyr avec trois cent soixante-dix autres lors de la persécution de l'empereur romain Dèce ; tous décapités pour être sacrifiés à Isis à Bisaltia au confluent du Tigre et de l'Euphrate, voire en Bythinie ou encore en Macédoine alors romaines, sur ordre du gouverneur de Nicomédie.

- Philomène († vers 274) — ou « Philoumène » —, boulanger itinérant en Galatie, martyrisé à Ancyre (désormais Ankara) sous Aurélien.
- Pityroun (IVe siècle) — ou « Peteroum » —, ascète en Thébaïde d'Égypte, disciple de saint Antoine le Grand.
- Radboud († 917), originaire de Cologne, évêque d'Utrecht, aux actuels Pays-Bas.
- Saturnin de Toulouse († vers 257) — ou « Sernin » —, d'origine grecque, premier évêque de Toulouse, en Languedoc, un des sept apôtres évangélisateurs de la Gaule, martyr, probablement sous Valérien vers 257.
- Saturnin de Rome († 305), martyr sur la via Salaria, torturé sur le chevalet, brûlé avec des torches, et enfin décapité, sous Dioclétien.
- Walderic († 817), bienheureux abbé.

#### Saints ou bienheureux catholiques
- Alfred Simon Colomina († 1936), bienheureux jésuite martyr lors de la guerre civile espagnole[11].
- Bernardo Francisco de Hoyos († 1735), bienheureux jésuite espagnol.
- Cuthbert Mayne († 1578), prêtre anglais mort martyr.
- Édouard Burden († 1588), bienheureux prêtre anglais mort martyr.
- François Antoine Fasani († 1742), né à Lucera, dans les Pouilles (Italie), prêtre de l’ordre des Mineurs conventuels, prédicateur, confesseur et théologien.
- Frédéric de Ratisbonne († 1578), bienheureux, religieux de l'Ordre de Saint Augustin, frère convers à l'abbaye de Ratisbonne et ermite.
- Georges Errington, Guillaume Gibson et Guillaume Knight († 1596), bienheureux laïcs, martyrs en Angleterre pour avoir aidé des prêtres.
- Marie-Madeleine de l'Incarnation († 1824), bienheureuse moniale.
- Pierre Berthelot († 1638), bienheureux carme et cosmographe ; martyr à Acem (Aceh).
- Thomas Rodrigues de Cusna († 1638), bienheureux religieux carme portugais, martyr à Sumatra avec Pierre Berthelot.
- Rosata († 1702) martyre dans le Gévaudan, poignardée par ses cousins.

## Traditions et superstitions

### Dictons
- « À la saint-Saturnin, l'hiver est pour demain. »
- « Neige le jour de la saint-Saturnin, c'est de l'eau pour le moulin. »

### Astrologie
- Signe du zodiaque : 7e jour du Sagittaire.

## Toponymie
- Les noms de plusieurs voies, places, sites ou édifices de pays ou régions francophones contiennent cette date sous diverses graphies : voir Vingt-Neuf-Novembre .